# Achenbach Buschhütten
Die Achenbach Buschhütten GmbH & Co. KG ist ein deutsches Familienunternehmen mit Sitz in Buschhütten, Kreuztal, das 1452 aus der Gründung eines wasserradgetriebenen Eisenhammers entstand. Das unabhängige und eigentümergeführte Familienunternehmen ist heute Weltmarktführer als Systemanbieter für Nicht-Eisen-Metall-Walzwerkanlagen und eigener Automatisierungstechnik sowie für Folienschneidmaschinen für das Wickeln, Separieren und Schneiden dünnster Metallfolien.

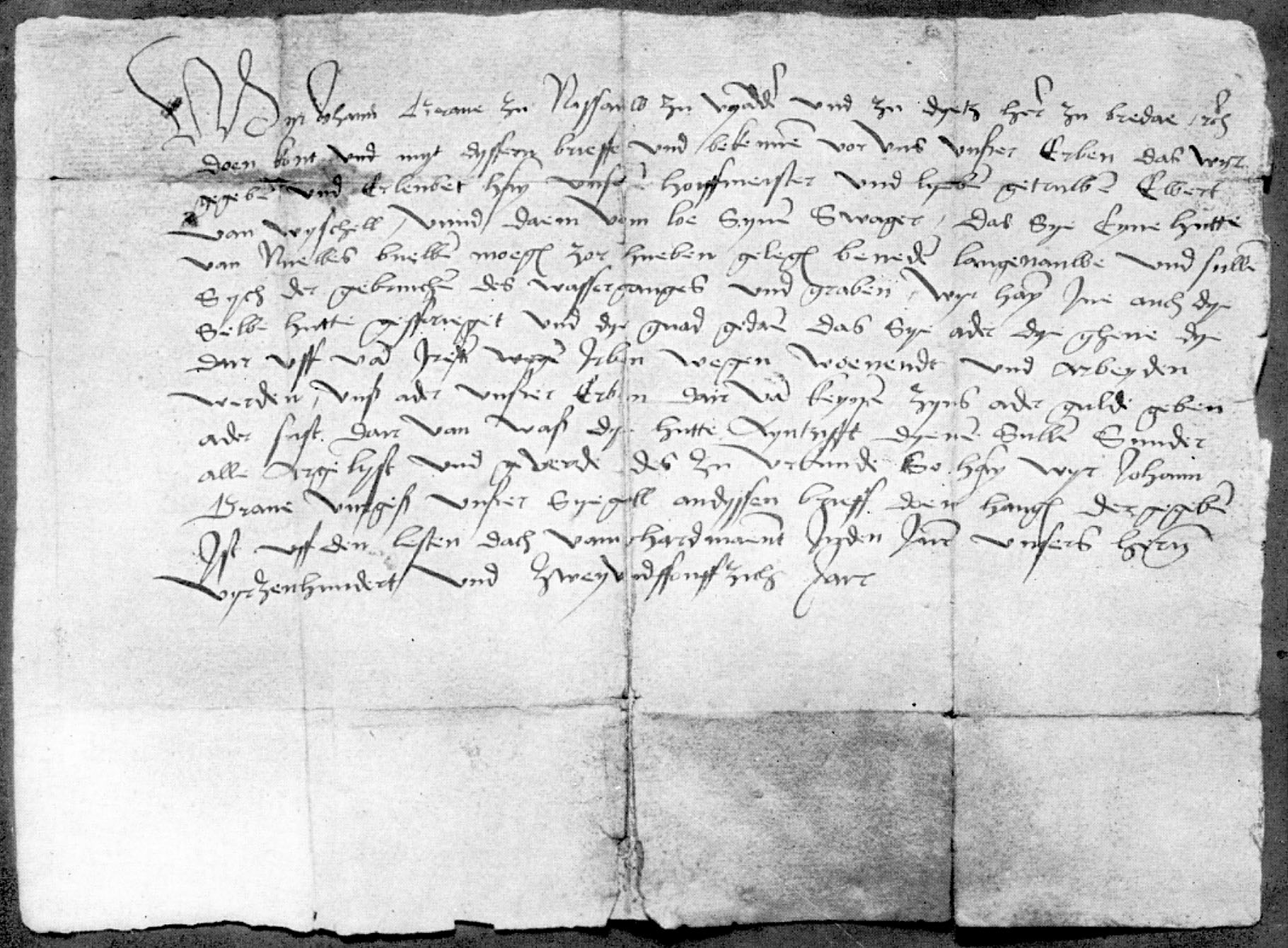
Gründungsurkunde 1452

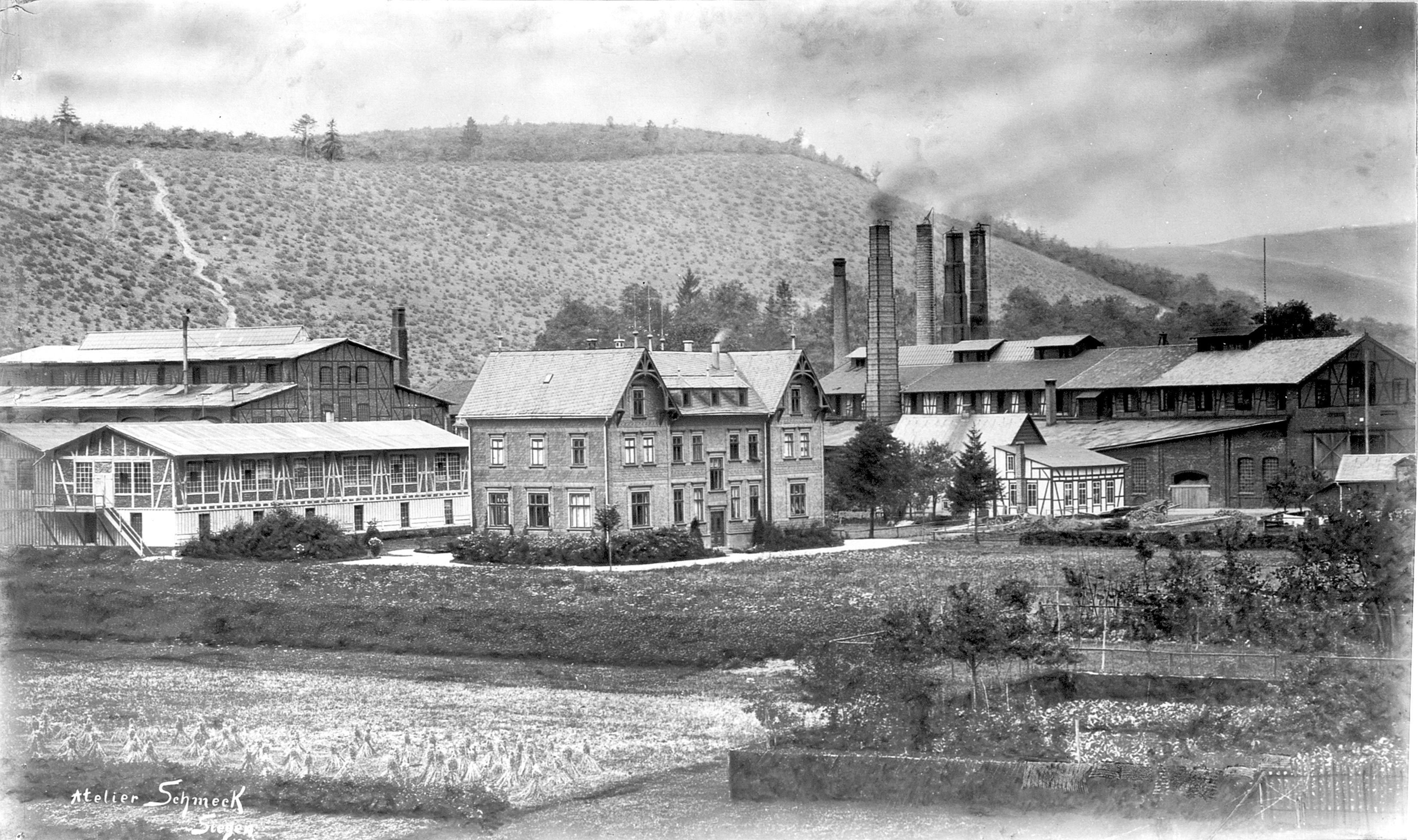
Achenbach Buschhütten - Werk 1902

## Geschichte

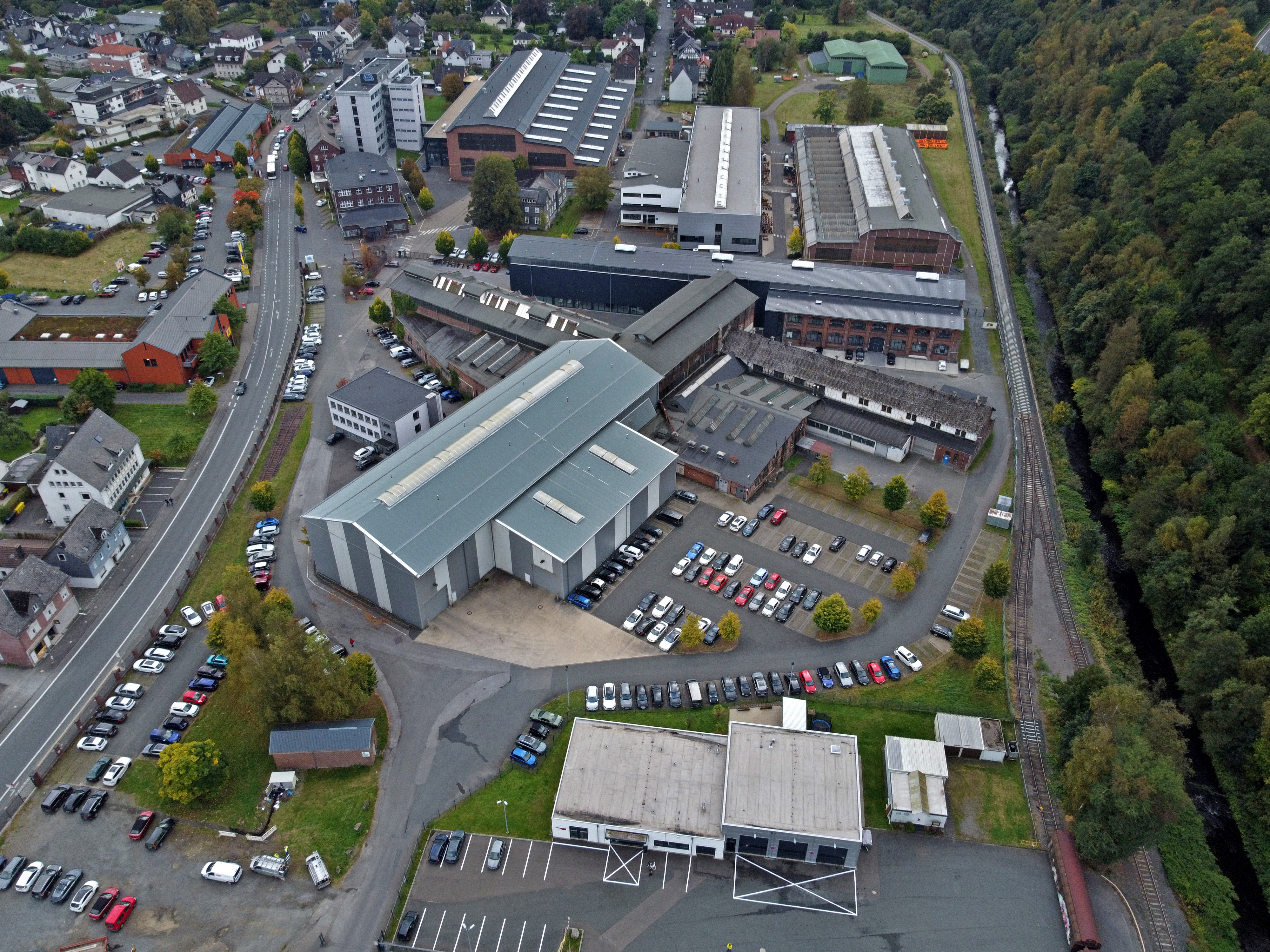
Achenbach Buschhütten

Das Unternehmen wurde im Januar 1452 durch die Gebrüder Busch gegründet. Sie installierten am Ferndorfbach einen wasserradgetriebenen Eisenhammer und stellten aus holzkohleverhüttetem Roheisen schmiedbares Eisen her. Ihr Name gibt dem umgebenden Dorf und dem bis heute gebliebenen Stammsitz des Unternehmens seinen Namen: Buschhütten.  Neben der Vertretung und Distribution in weiteren Ländern erfolgt die Hauptfertigung der Anlagen im Hauptfirmensitz.
Als erstes Produkt wurden Stabeisen zum Verkauf an Kleinschmiedewerkstätten hergestellt, die für den lokalen Absatzmarkt produziert wurden. Sie dienten zur Herstellung von Schmiedeprodukten für Haushalt, Gewerbe und Landwirtschaft und Werkzeuge wie Zangen, Schaufeln, Sensen und Hacken. Ebenfalls konnten durch das Stabeisen Geräte wie Hämmer, Ambosse und Pflüge erzeugt werden.
Nachdem die Gebrüder Achenbach den Eisenhammer gekauft hatten und diesen durch eine moderne Gießerei ersetzten, nahm die Achenbach-Eisengießerei 1846 die Arbeit auf. Eisenteile wurden von da an als einfachere Gussteile hergestellt. Eine Umstellung auf Sandguss erfolgte, als Steinkohle im Siegerland verfügbar war.
Der Absatzmarkt der Eisengussprodukte erfolgte sodann auf dem regionalen Markt. Produziert wurden zunächst Produkte für Haushalt und Landwirtschaft, später wurde der Markt auch auf die Industrie ausgeweitet durch das Anbieten von unter anderem Säulenöfen, Ofenplatten, Kochherden, Getrieberädern und Walzen.
Aus den in der Eisengießerei ohnehin hergestellten Komponenten wie Walzen, Walzenständern und Getrieberädern entsteht das erste Achenbach-Walzwerk. Zunächst werden Blechwalzwerke hergestellt, später durch die interne Erfindung der Haspel auch Bandwalzwerke.
Hierdurch kann der Absatzmarkt auf nationale Ebene ausgeweitet werden. Es werden Walzwerke für Metallbleche und Metallbänder (z. B. Eisen-Walzwerke) produziert. Später erfolgt eine Erweiterung der Produktion auf Walzwerke für Aluminium, Kupfer und Messing.
Durch die Konzentration auf die besonderen Anforderungen und der Weiterentwicklung des Walzens von Nicht-Eisen-Metallen wird Achenbach zum Spezialisten unter den Walzwerkbaufirmen. Die Produktpalette wird um Walzölfiltrations- und Abluftreinigungsanlagen erweitert, um der wachsenden Bedeutung von Prozesstechniken und Umweltschutz nachzukommen.
Der Absatzmarkt wird international ausgeweitet. Es werden Walzwerke für Nicht-Eisen-Metalle für Bänder und immer dünnere Folie sowie verfahrenstechnische Anlagen, die in einem ökonomisch und ökologisch effizienten „Closed-Loop-Prozess“ arbeiten, angeboten.
Zu den Leistungen als Systemanbieter gehören die Konstruktion und Herstellung von Maschinen und Anlagen zum Flachwalzen und Folienschneiden von Nicht-Eisen-Metallen. Das Produktportfolio wurde um die Bereiche Walzwerkautomatisierung, Folienschneidmaschinen und einer IoT-Plattform zur Optimierung des gesamten Produktionsprozesses ausgeweitet.

## Standorte
Seit der Gründung des Unternehmens 1452 durch die Gebrüder Busch und dem danach benannten Namen des umgebenden Dorfes Buschhütten liegt der Hauptfirmensitz in Buschhütten. Neben diesem Standort wird Achenbach mit über 14 Vertretern weltweit vertreten. Bis heute erfolgt die Hauptfertigung der Anlagen im Hauptfirmensitz.
Tochtergesellschaften
- Achenbach Controls GmbH
- Achenbach ASIA Pacific: Taicang Jiangsu, China
- Achenbach SES: Ohio, USA

## Produktpalette

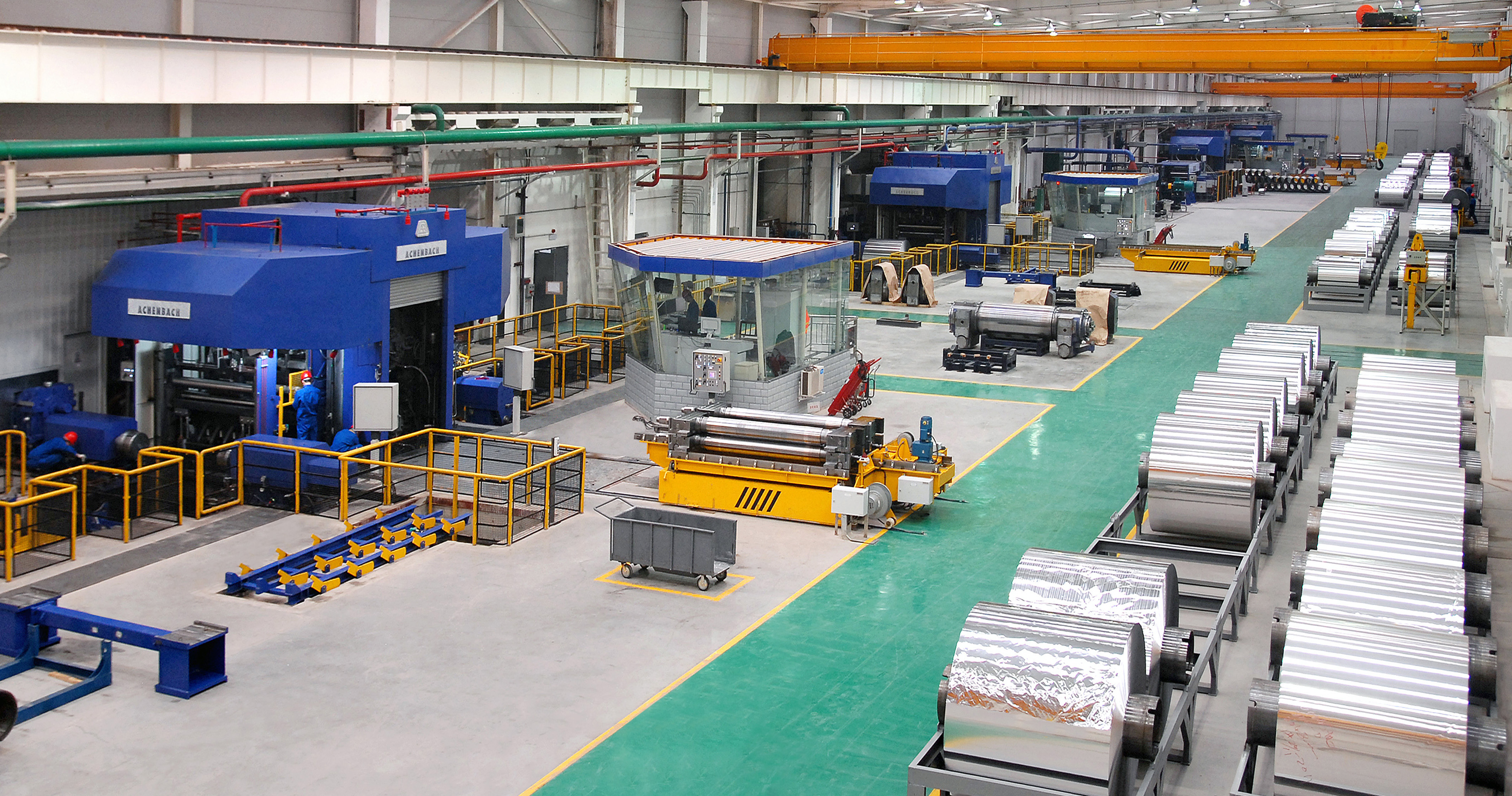
Gesamtanlage

Achenbach gilt weltweit als Spezialist für Walzwerkanlagen für Flachwalzprodukte aus Aluminium, Kupfer, Zink und deren Legierungen sowie Folienschneidmaschinen zum Doppeln, Separieren und Schneiden auch dünnster Folien aus Nicht-Eisen-Metallen wie Aluminium, Kupfer, Messing oder Converting-Materialien.
Das Automatisierungssystem von Achenbach wird in allen Achenbach-Walzwerkanlagen eingesetzt und spielt in der Modernisierung von Walzwerken verschiedener Herkunft eine zentrale Rolle.
Die verfahrenstechnischen Anlagen bieten ein komplettes Walzöl-Management für die Walzöl-Filtration, Walzöl-Regeneration, Walzöl-Kontrolle und für die Abluftreinigung mit Walzöl-Rückgewinnung. Auf der Basis einer integrierten Systemphilosophie arbeiten diese Anlagen zusammen und sind sowohl ökologisch als auch ökonomisch optimiert. Konstruktiv werden sie für den konkreten Einsatzzweck angepasst.
Achenbach Digital Solutions ermöglicht eine kontinuierliche Verbesserung der Produktionsprozesse in Bezug auf Qualität und Menge und ermöglicht eine Minimierung der Produktionsausfallzeiten durch Instandhaltungsarbeiten.
Das Unternehmen betreut gelieferte Maschinen und Anlagen über dessen gesamte Lebensdauer hinweg. Der Life Cycle Support beinhaltet Service- und Support-Leistungen zur Wiederherstellung, Erhaltung und Steigerung der Anlagenperformance.

## Zertifizierungen
- Schweißfachbetrieb nach DIN EN ISO 14731
- Arbeitssicherheit und Gesundheitsschutz nach DIN ISO 45001
- Qualitätsmanagement nach DIN ISO 9001
- Energiemanagement nach ISO 50001
- Wasserhaushaltsgesetz gemäß § 62 AwSV - WHO

## Auszeichnungen und Förderungen

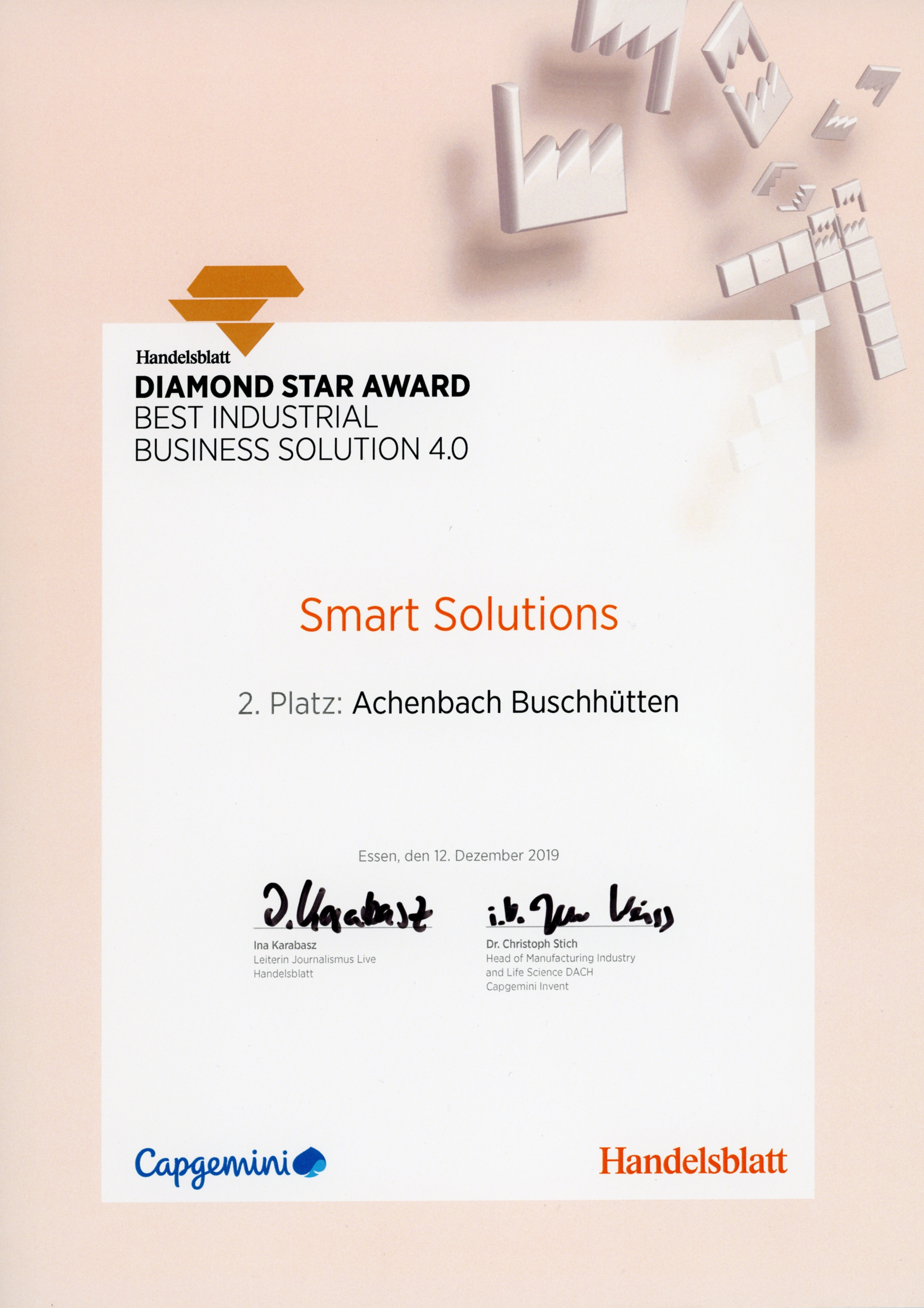
Diamond Star Award 2019

2019: Am 12. Dezember 2019 verlieh das Handelsblatt Achenbach den 2. Platz seines Awards „Best Industrial Business Solution 4.0“ an Achenbach für die cloudbasierte IoT-Plattform zur digitalen Anlagenvernetzung ganzer Produktionsprozesse.
2021: Axel Barten, André E. Barten und Daniel Wollny wurde für die Achenbach Buschhütten der Preis Soziale Marktwirtschaft durch die Konrad-Adenauer-Stiftung in Berlin verliehen
2021: Verleihung der Förderplakette für Arbeitgeber in NRW „Ehrenamt bei Feuerwehr und Katastrophenschutz“ an Achenbach Buschhütten für die jahrzehntelange Tradition bei Achenbach, die Arbeit der Freiwilligen Feuerwehr Kreuztal zu unterstützen